# Losensteiner Freihaus

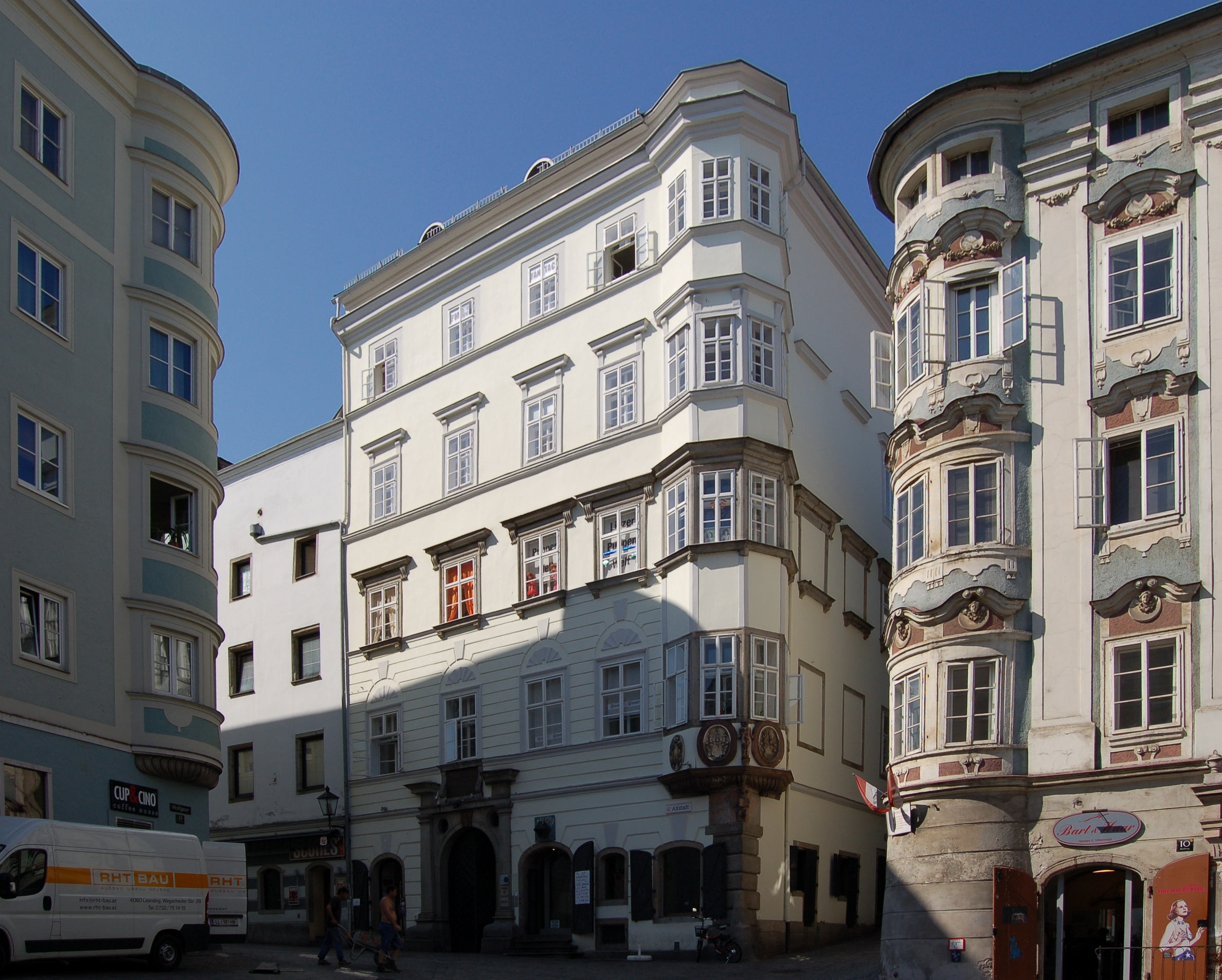
Losensteiner Freihaus, Eckhaus Altstadt 2 zur Hofgasse 17

Das Losensteiner Freihaus steht auf Altstadt 2 bzw. Hofgasse 17 im Altstadtviertel der Stadtgemeinde Linz in Oberösterreich. Das Gebäude steht unter Denkmalschutz (Listeneintrag).

## Geschichte
Das Haus wurde 1494 urkundlich genannt. 1573 wurde das Haus von dem Geschlecht der Faschang an den Landeshauptmann Dietmar von Losenstein verkauft. Am 10. Dezember 1576 erhielt das Haus den Status eines Freihauses. Weitere Besitzer waren Hans Jörger von 1616 bis 1625, nach Beschlagnahmung die Stadt Linz 1625 bis 1628, die Familie Starhemberg 1628 bis 1666, als Quartierhaus der Stadt Linz 1666 bis 1754, der Baumeister Johann Matthias Krinner von 1769 bis 1784.
Die bauliche Verbindung zweier spätmittelalterlicher Einzelgebäude entstand wohl bereits unter den Faschang oder durch Dietmar von Losenstein. Die Aufstockung erfolgte wohl im Barock. Das fünfte Obergeschoß und die Umgestaltung der Fassade entstand durch Franz Höbarth 1837. Nach Bombenschäden wurde das Gebäude durch Ernst Hamberger (Hamberger Bau) von 1949 bis 1952 renoviert.

## Architektur
Das mächtige Eckgebäude steht an einer städtebaulich markanten Stelle am Eingang zur Altstadt sowie zur Hofgasse zum Linzer Schlossberg. Der dreiflügelige Renaissancebau hat einen Eckerker bis zur Traufe. Die klassizistische Fassade von 1837 ist zur Altstadt reicher, die Seitenfront ist schlichter, mit betonter Horizontalgliederung durch Gesimse, Nutungen und gerade Fensterverdachungen, die beiden unteren Geschoße sind genutet, im ersten Obergeschoß mit Fensterlünetten. Das hohe Rundbogenportal, von Pilastern flankiert, entstand vor 1573 mit dem Wappen der 1561 geadelten Faschang, das Gebälk für die Inschrifttafel ist durchbrochen.
Die bemerkenswerte Ecklösung über der gequaderten Mauerkante zeigt einen skulptierten sitzenden Löwen aus Rotmarmor mit einem aufgeschlagenen Buch als Hinweis auf den Handel mit Venedig. Darüber befindet sich der polygonale und in den späteren Bauphasen erhöhte Renaissance-Erker auf einer Muschelkonsole, in den Parapetfeldern im ersten Obergeschoß zeigen sich Putten mit einem ovalen Wappen der Familien Losenstein und wohl auch Herberstein, teils abgeschlagen, sowie medaillonförmige Reliefs von Joseph Huber und Erich Ruprechter 1950, links ein Doppeladler, rechts zwei Putten mit Inschrifttafel 1950.
Das Gebäudeinnere hat eine dreiläufige Treppe mit platzlgewölbten Podesten mit vorgelagerten kreuzgratgewölbten Flurhallen im Obergeschoß. Im Erdgeschoß gibt es spätmittelalterliche Stichkappentonnen, im Flur Kreuzgratgewölbe. Im ersten Obergeschoß gibt es teils mächtige Renaissance-Riemlingdecken auf Rüstbäumen, in spätgotischer Tradition stehend mit Taustabdekor. Die Böden bestehen aus Granit-, Kelheimer- und Rotmarmorplatten, teils mit Parkettböden aus dem 19. Jahrhundert.
Der Arkadenhof hat drei Seiten in vier Geschoßen, die Arkadengänge entstanden großteils nach 1573, es gibt Rund- und Segmentbögen auf toskanischen Säulen, im obersten Geschoß als barocke Korbbögen mit gemauerten Pfeilern. In den ebenerdigen Gängen gibt es Quertonnengewölbe, teils mit Stichkappen, in den Obergeschoßen Kreuzgratgewölbe.